# Iniciativa Yasuní-ITT

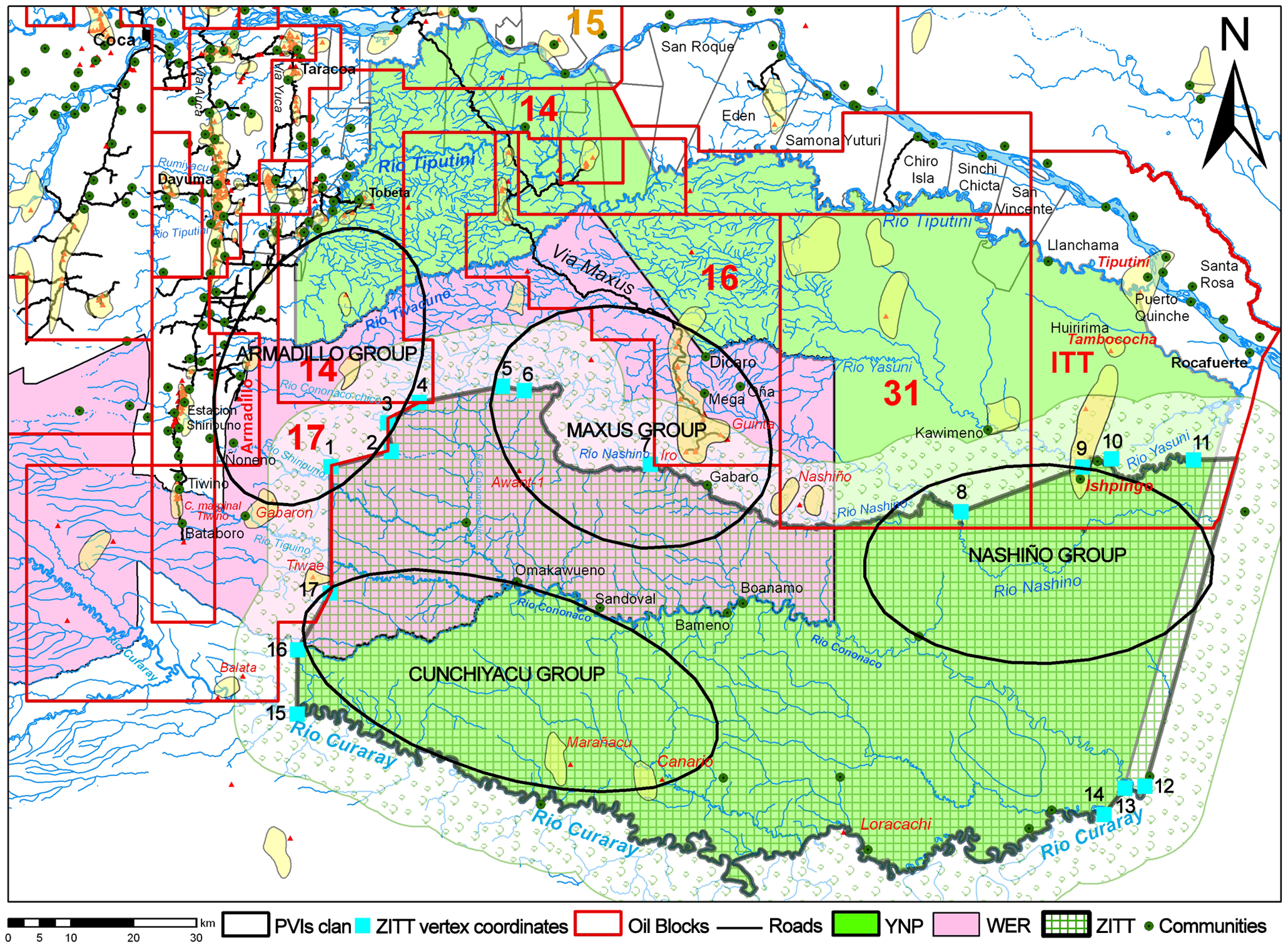
Mapa de síntesis que muestra los territorios pertenecientes a los waoranis, el Parque nacional Yasuní, y las ubicaciones de varias explotaciones petrolíferas. El mapa, producido por Pappalardo, De Marchi y Ferrarese (2012), muestra las dificultades de delimitar de manera geométrica la zona intangible y separarla de la producción petrolífera.

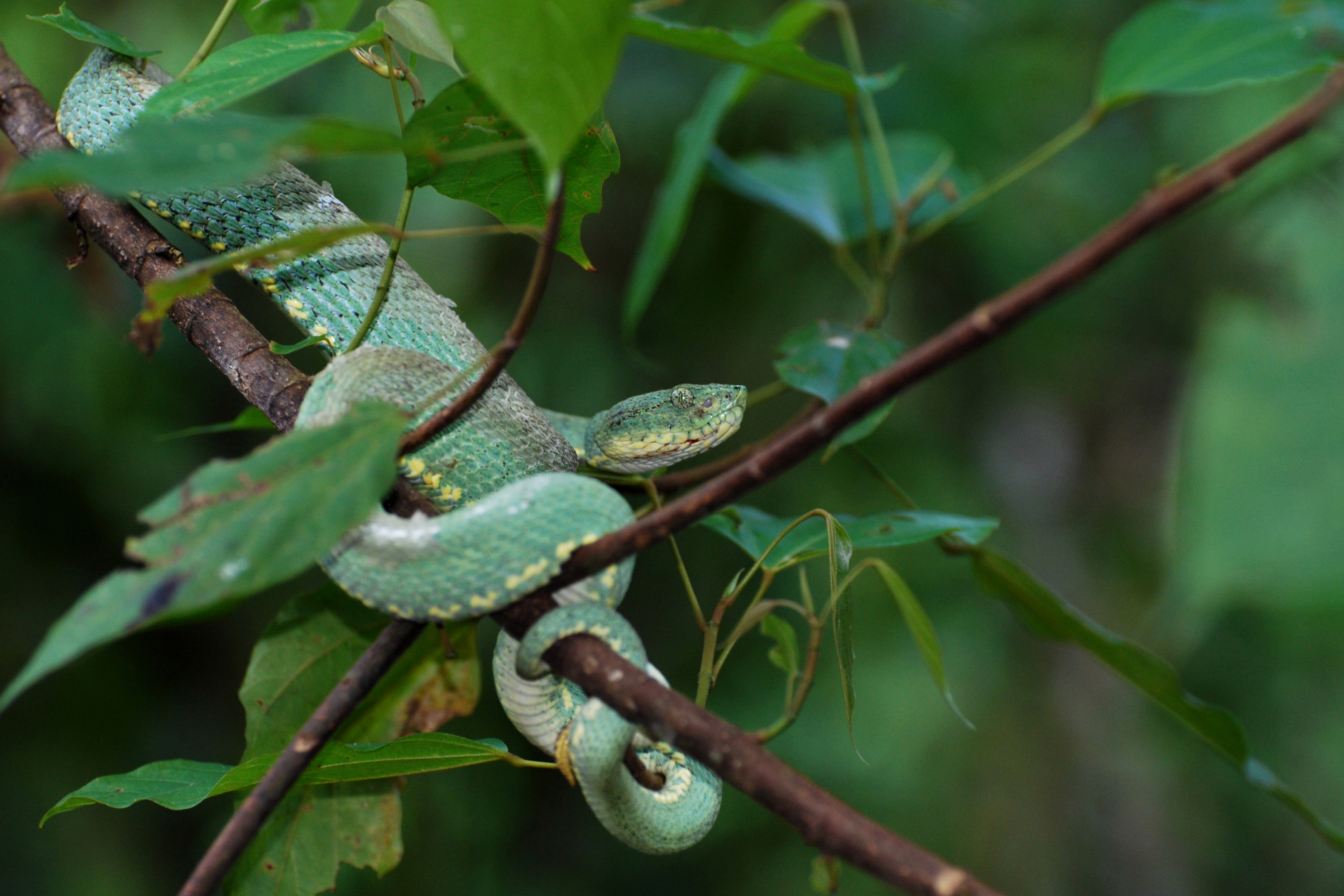
Serpiente en el parque nacional Yasuní.

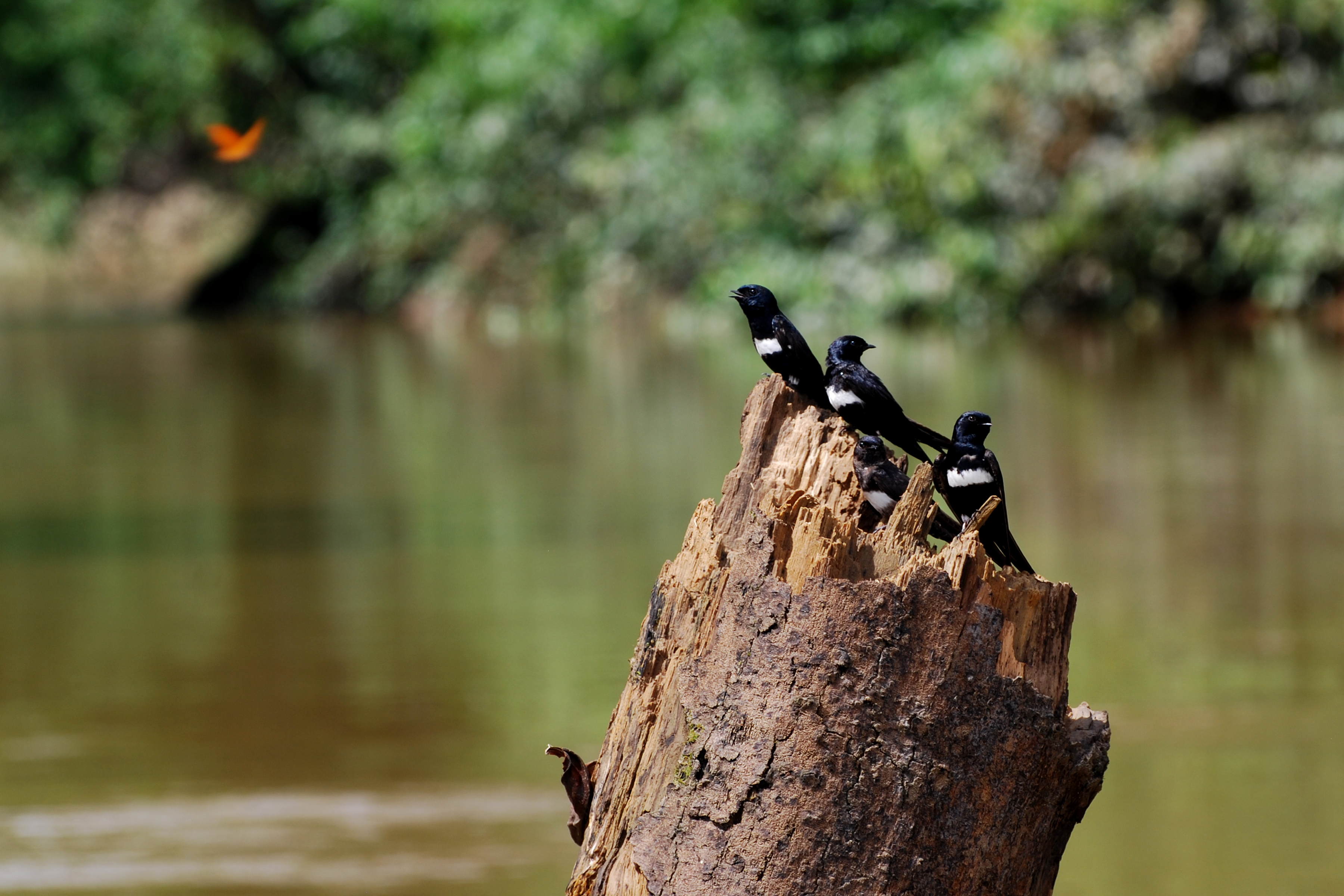
Golondrina fajiblanca en un tronco de árbol a la orilla del río Tiputini.

La Iniciativa Yasuní-ITT fue un proyecto oficial del gobierno de Ecuador, desde 2007 hasta 2013, durante el mandato de Rafael Correa, que condiciona el mantenimiento de la Zona Intangible decretada en 1998 por el gobierno de Jamil Mahuad en un sector del parque nacional Yasuní ubicado entre los cuadrantes de exploración petrolera Ishpingo, Tiputini y Tambococha. La zona intangible fue decretada en el gobierno de Mahuad con el propósito de no interferir en los territorios de los grupos aborígenes no contactados en la Amazonía de Ecuador y mantener la reserva de la biosfera alejada de la explotación petrolera que se realiza en varias zonas de la selva amazónica ecuatoriana.
Durante el gobierno de Correa se propuso condicionar una parte de la zona intangible amazónica con un mecanismo de compensación por el ingreso no percibido al no explotar los recursos petroleros y la contribución de mantener el crudo bajo tierra al mercado de carbono. Esta compensación sería realizada por la comunidad internacional al estado ecuatoriano bajo los criterios de la economía ecológica, la economía ambiental y la economía de recursos naturales. 
En 2023, se realizó un plebiscito junto con las elecciones nacionales en Ecuador, para el rechazo o aceptación de la iniciativa Yasuní. Más del 59% de la ciudadanía ecuatoriana votó a favor de detener la explotación en el área, en un plebiscito calificado de histórico.

## Historia
La Iniciativa Yasuní ITT buscaba que el estado ecuatoriano se comprometa a dejar bajo tierra, de forma indefinida, alrededor de 856 millones de barriles de petróleo en Parque Nacional Yasuní, para evitar la emisión a la atmósfera, de 407 millones de toneladas métricas de dióxido de carbono —que se producirían por la quema de esos combustibles fósiles— a cambio de una compensación económica de la comunidad internacional por una fracción del valor estimado por el 50% de las utilidades que percibiría si se diera la explotación de este recurso (unos 350 millones de dólares anuales). Los fondos captados por esta operación se reinvertirían en el Ecuador en tres líneas: Manejo de 19 áreas protegidas, un programa de reforestación nacional y el cambio de matriz energética. 
Al inicio de 2007, el entonces ministro de energía ecuatoriano Alberto Acosta Espinosa apoyado y asesorado por grupos ecologistas, como Acción Ecológica, planteó en diversas ocasiones la viabilidad de una propuesta hecha desde la sociedad para no extraer el crudo del parque nacional Yasuní. El 30 de marzo de 2007 el Presidente Rafael Correa analizó las alternativas para desarrollar el hasta ahora denominado proyecto Yasuní ITT y de acuerdo al boletín de prensa del Ministerio de Energía y Minas del primero de abril de 2007, la primera opción era "dejar el crudo represado en tierra, a fin de no afectar un área de extraordinaria biodiversidad y no poner en riesgo la existencia de varios pueblos en aislamiento voluntario o pueblos no contactados. Esta medida será considerada siempre y cuando la comunidad internacional entregue al menos la mitad de los recursos que se generarían si se opta por la explotación del petróleo; recursos que requiere la economía ecuatoriana para su desarrollo." La iniciativa nació oficialmente el 10 de diciembre de 2007, cuando el Ministro de Energía de esa época, Galo Chiriboga, dijo que, a menos que la comunidad internacional le proporcionara por lo menos $350 millones de dólares a Ecuador por año a junio de 2008, empezarían las operaciones para extraer crudo del campo conocido como Ishpingo-Tiputini-Tambococha (ITT) ubicado dentro del límite oriental del Parque.
Uno de los potenciales beneficios del proyecto, según quienes los impulsaron, es que la reinversión de los fondos aportados en fuentes renovables de energía reduce o elimina la generación de electricidad con derivados del petróleo, que al 2016 alcanza menos del 25% de la energía eléctrica del país que anteriormente era cerca del 47%, la cual está continuamente reducida por los nuevos proyectos de generación de aprovechamiento de los recursos hídricos que tiene el Ecuador, también tiene como objetivo implementar el uso de otras fuentes de energía diferentes a la petrolera, de tal manera que con la generación hidroeléctrica se espera alcanzar el 96% de toda la producción eléctrica nacional en el uso de energías alternativas. De esta forma se reducen aún más las emisiones futuras de CO2. La conservación de áreas protegidas y la reducción de la deforestación en Ecuador es un segundo beneficio que se añade a la mitigación del cambio climático y la preservación de la biodiversidad. Además, los programas sociales promueven la educación, salud y la generación sustentable de empleo productivo en las zonas de influencia de los proyectos, que cubren gran parte de Ecuador. Existe también otro beneficio: los fondos del capital pueden invertirse en proyectos hidroeléctricos y geotérmicos con rentabilidad garantizada.
El 21 de enero de 2011, AVINA, una Fundación que actúa en América Latina, se convirtió en la primera ONG en aportar al fondo de la Iniciativa Yasuní, al formalizar la donación de 100 mil dólares comprometida con el Gobierno de Ecuador.
El 15 de agosto de 2013, el gobierno de Rafael Correa dio por terminada la Iniciativa y señaló el inicio de la explotación petrolera en la zona. El presidente anunció que un 0.1% del parque nacional se usará para la extracción petrolera, es decir 10 km² (1000,0 ha), lo que se estima generará alrededor de 18.000 millones USD (600 millones de dólares anuales durante 30 años).
La comunidad internacional justificó su falta de compromiso excusándose en la grave crisis financiera que se vivió durante los años en que la Iniciativa Yasuní-ITT estuvo activa, sin embargo otros factores como la incomprensión de la Iniciativa, el temor a sentar un precedente, la negación de la necesidad de un cambio de paradigma o el no reconocer la Amazonía como un bien público global pudieron influir en la indiferencia mostrada por la comunidad internacional y en el posterior fracaso de la Iniciativa.

El 15 de agosto de 2013, cuando el ex Presidente Rafael Correa anunciaba la cancelación de la iniciativa Yasuní-ITT, muchos jóvenes y ecologistas salen a las calles y son fuertemente reprimidos por la fuerza pública, en este contexto nace el colectivo YASunidos, para evitar la explotación del Yasuní impulsando una recolección de firmas a nivel nacional para ir a una consulta popular por iniciativa ciudadana para que el pueblo ecuatoriano pudiera decidir si quería dejar el petróleo del Yasuní en el subsuelo. Esta iniciativa fue desechada por el Consejo Nacional Electoral del Ecuador a través de un fraude, en la actualidad confirmado por tres entidades del Estado: DPE, CNE-t y CPCCS-t. El caso ahora se encuentra en la Corte Constitucional y ha sido denunciado en la Comisión Interamericana de Derechos Humanos. En septiembre de 2022, el Tribunal Contencioso Electoral reconoce que Yasunidos cuenta con las firmas necesarias para realizar la consulta, y el CNE otorga la legitimidad democrática, remitiendo a la Corte Constitucional la pregunta para que sea valorada su constitucionalidad.
En el 2016 inicia la explotación del campo Tiputini, hasta el 2021 ya se ha explotado hasta el campo Tambococha dentro del Parque Nacional Yasuní. Durante la pandemia se sigue desarrollando el bloque petrolero, en 2018 se construye la carretera hasta el campo Ishpingo, que comienza su explotación en 2022.

## Críticas a las negociaciones
Las negociaciones para conseguir fondos estuvieron a cargo de Ivonne Baki, quien fue criticada por su actitud pasiva para conseguir el financiamiento necesario.